# Sędziejowice (gemeente)
De gemeente Sędziejowice is een landgemeente in het Poolse woiwodschap Łódź, in powiat Łaski.
De zetel van de gemeente is in Sędziejowice.
Op 30 juni 2004 telde de gemeente 6533 inwoners.

## Oppervlakte gegevens
In 2002 bedroeg de totale oppervlakte van gemeente Sędziejowice 120,17 km², waarvan:
- agrarisch gebied: 64%
- bossen: 27%

De gemeente beslaat 19,46% van de totale oppervlakte van de powiat.

## Demografie
Stand op 30 juni 2004:
| Omschrijving                   | Totaal | Totaal | Vrouwen | Vrouwen | Mannen | Mannen |
| ------------------------------ | ------ | ------ | ------- | ------- | ------ | ------ |
| eenheid                        | aantal | %      | aantal  | %       | aantal | %      |
| inwoners                       | 6533   | 100    | 3299    | 50,5    | 3234   | 49,5   |
| bevolkingsdichtheid (inw./km²) | 54,4   | 54,4   | 27,5    | 27,5    | 26,9   | 26,9   |

In 2002 bedroeg het gemiddelde inkomen per inwoner 1372,73 zł.

## Aangrenzende gemeenten
Buczek, Łask, Widawa, Zapolice, Zelów, Zduńska Wola
- Library of Congress Control Number: n99038963
- Nationale Bibliotheek van Israël: 987007494127205171
- Virtual International Authority File: 233879282